# Linia kolejowa Siecie-Wierzchocino – Smołdzino
Linia kolejowa Siecie - Smołdzino – pierwotnie wąskotorowa, później normalnotorowa linia kolejowa należąca do Powiatu Słupsk (StKrB) łącząca Siecie ze Smołdzinem. Linia została oddana do użytku 14 sierpnia 1897 roku. Rozstaw szyn wynosił wówczas 750 mm. W 1913 roku zmieniono rozstaw szyn na 1435 mm zmieniając charakter linii na normalnotorowy. W kwietniu - maju 1945 roku linię rozebrano.